# Шевчук Юрій Юліанович

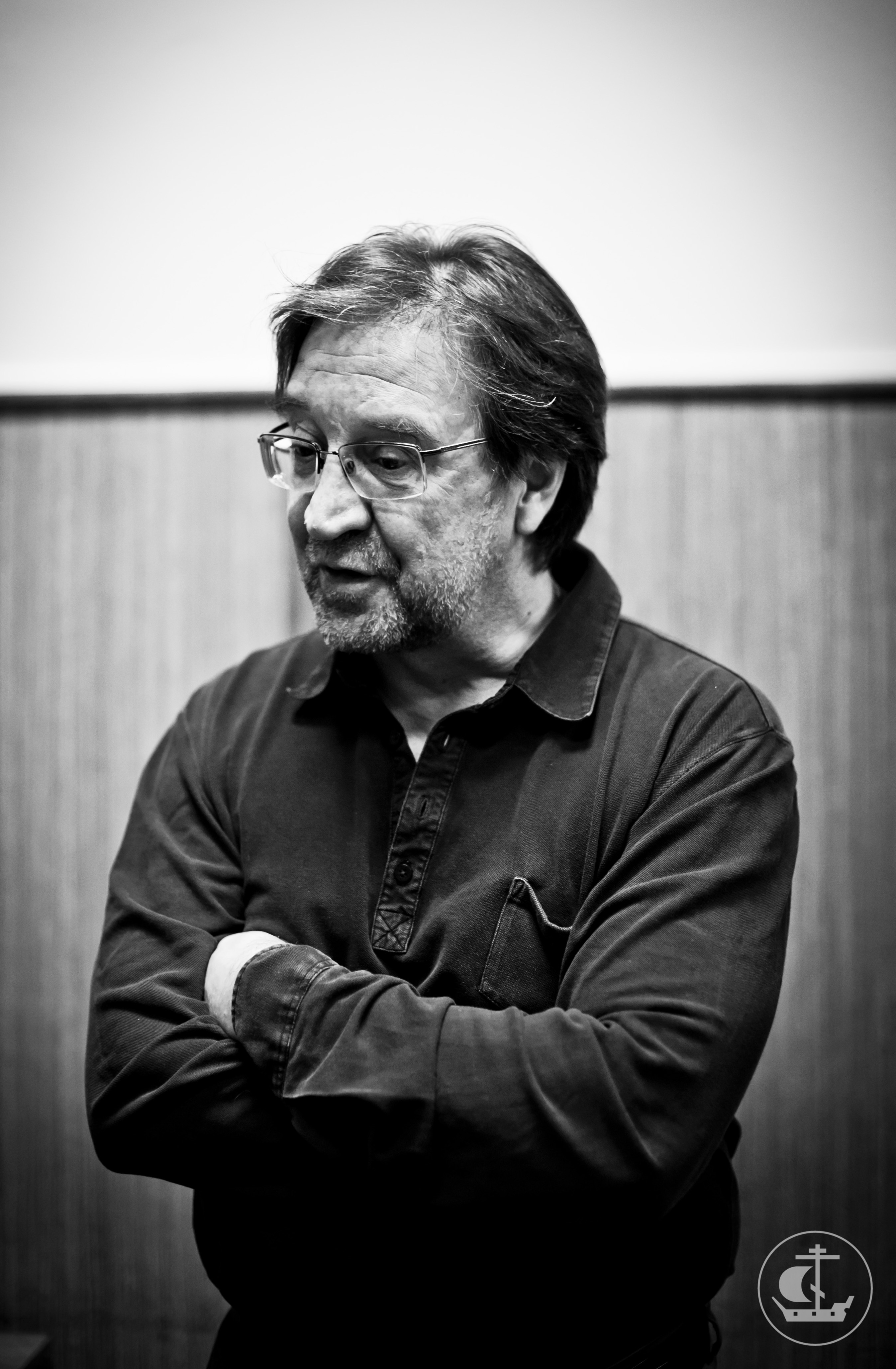
Шевчук у СПбДА (22 листопада 2012 року)

 Ю́рій Юліа́нович Шевчу́к (нар. 16 травня 1957, Ягодне, Магаданська область, РРФСР, СРСР) — російський та радянський рок-музикант, художник, продюсер, громадський діяч, поет, композитор, співак, опозиціонер, засновник, лідер та єдиний незмінний учасник рок-гурту «ДДТ».
Основна тематика творчості Шевчука є громадянсько-патріотична антивоєнна лірика, заклик до морального самовдосконалення та подолання ненависті, відмова від насильства, а також соціальна сатира та протест. Із середини 2000-х брав участь у російському опозиційному русі, що знайшло відображення в його творчості.
Відомий своїми висловлюваннями, спрямованими на критику російської влади, в тому числі і Путіна. Занесений до білого списку митців Міністерства культури та інформаційної політики України.

## Життєпис
Народився в родині ветерана Другої світової війни Юліана Сосфеновича Шевчука (1924—2013), уродженця села Лабунь (нині — Новолабунь), Хмельницької області.
Дід Юрія, реєстровий козак, військовий офіцер царської і петлюрівської армій Сосфен Іванович Шевчук (1897—1937), теж уродженець і житель села Лабунь, був репресований і засланий у Красноярський край, де згодом розстріляний. Так сім'я музиканта опинилась на півночі. По матері п. Юрій має башкірське коріння, його дід і прадід були муллами, тобто священнослужителями ісламу. Сам Юрій вважає себе православним християнином.
1964 року його сім'я переїжджає до Нальчика, а 1970-го — до Уфи. Закінчивши школу 1975 року, Юрій вступає на художньо-графічний факультет Уфимського педагогічного інституту.
В 1980-му створює гурт «ДДТ». Часто їздив місцями бойових дій: Чечня, Таджикистан (1996), Косово (1999, 2000), Афганістан (2002). Крім того, «ДДТ» бере участь у благодійних акціях та концертах.
Юрій Шевчук зіграв головну роль у фільмі Сергія Сельянова «Духів день» (1992) і в картині І. Мозжухіна «Вовочка», а також другорядну роль у фільмі Андрія Смирнова «Жила-була одна баба» (2011).

### Після початку війни 2022 року
24 лютого 2022 року у зв'язку з повномасштабним російським вторгненням в Україну Юрій Шевчук заявив:
Величезна трагедія, яка багатьох із нас позбавляє майбутнього. Я в шоці, переживаємо, ночей не спимо, дивимося новини, зідзвонюємося з друзями, напевно, так само, як усі жителі України та Росії. Що нам робити? Робити, що повинно, і будь, що буде. Ми так вважаємо: говорити про мир із людьми, де тільки можливо. Говорити спокійно, без істерики, тому що час такий настав. Це дуже важливо. Усім світом - мир.
У березні 2022 року на офіційному YouTube-каналі гурту "ДДТ" було опубліковано відеокліп пісні "Где я" Відео починається з текстів із Євангелія від Матвія: "Блаженні скорботні, бо будуть вони втішені. ... Блаженні милосердні, бо будуть вони помилувані. ...Блаженні переслідувані за правду, бо їх є Царство небесне". Закінчується кліп кадрами бомбардувань Маріуполя, Харкова та Бородянки Київської області.

18 травня 2022 року на концерті в Уфі Юрій Шевчук зробив антивоєнну заяву:
І зараз вбивають людей на Україні навіщо? Наші пацани там гинуть навіщо? Які цілі, друзі? Які цілі знову? Знову гине молодість Росії та України. Гинуть люди похилого віку, жінки, діти заради якихось наполеонівських планів чергового нашого цезаря, так? Батьківщина, друзі, - це не дупа президента, яку треба весь час мусолити, цілувати. Батьківщина - це бабуся жебрачка на вокзалі, яка продає картоплю. Ось це батьківщина.
Аудиторія зустріла ці слова тривалими оплесками та схвальними вигуками. Після концерту в гримерку Шевчука прийшла поліція і протягом години вела з ним бесіду. Поліцейські спочатку хотіли затримати Шевчука, але потім склали і дали йому на підпис протокол про адміністративне порушення за дискредитацію збройних сил Росії.
30 травня 2022 року в мережі з'явилася інформація, що Дзержинський районний суд Санкт-Петербурга повернув укладачам матеріали справи, оскільки в протоколі "відсутня вказівка на те, у чому саме виразилися публічні заклики до перешкоджання використанню Збройних сил з метою захисту інтересів Росії та її громадян"...
В інтерв'ю Катерині Гордєєвій, що вийшло 12 липня 2022 року, заявив, що вважає себе анархістом і пацифістом, ідеологічно симпатизує Петру Олексійовичу Кропоткіну. У тому ж інтерв'ю Шевчук зізнався, що всі гроші за всі 10 концертів, які він відіграв від початку повномасштабної війни, були перераховані на допомогу українським біженцям.
19 лютого 2023 року на офіційному YouTube-каналі гурту "ДДТ" опублікували відеокліп Юрія Шевчука та Дмитра Ємельянова "Родина, вернись домой". Текст був написаний влітку 2022 року, через кілька місяців після початку вторгнення. У пісні Шевчук закликав свою країну припинити війну з Україною і вирішувати свої власні внутрішні проблеми.
У липні 2023 року у співавторстві з композитором і продюсером Дмитром Ємельяновим випустив антивоєнний альбом «Волки в тире», всі дев'ять пісень з якого були написані після початку повномасштабного вторгнення Росії в Україну 24 лютого 2022 року.
У вересні 2023 року переніс інфаркт міокарда.
6 травня 2024 року на Юрія Шевчука поскаржилися голова «Совета отцов России» Андрій Згонніков, який обурився недавнім виступом музиканта в Дубаї в Генпрокуратуру і Мін'юст РФ.

## Нагороди
- Орден Російської православної церкви в Україні Святого апостола Андрія Первозванного.[14]

## Книга про ДДТ
- 2013 — в Росії вийшла книга «Інша історія ДДТ: розповіді шанувальників» («Другая история ДДТ: рассказы поклонников»). Автор книги, Тарас Барабаш, українець зі Львова. В цій книзі зібрано історії фанатів і шанувальників гурту.

## Громадянська позиція щодо України
У березні 2014 року, після початку тимчасової окупації Криму і війни Росії проти України, разом з рядом інших відомих діячів науки і культури Росії висловив свою незгоду з політикою російської влади в Криму. Свою позицію вони виклали у відкритому листі «Не прогинатися. Не піддаватися брехні». За такі дії Мінкульт України додав співака до так званого Білого списку митців Міністерства культури України.
Після початку російської інтервенції на Донбас, неодноразово заявляв, що події на сході України це «громадянська війна». 14 червня 2014 року на московському концерті гурту ДДТ в Москві Шевчук заявив що всі гроші з концерту буде передано в «Фонд лікаря Лізи» для допомоги постраждалим жителям Донбасу, прокоментувавши свій вчинок заявою, що «сволота…, мені людей шкода! Я був на чотирьох громадянських війнах, а зараз п'ята, куди?» Такі заяви Шевчука згодом розкритикував його колега, музикант Захар Май.
У 2022 році виступив проти повномасштабного вторгнення російської армії до України. На концерті в Уфі 18 травня 2022 року Шевчук звернувся до глядачів з антивоєнною промовою: «Зараз вбивають в Україні людей, навіщо? Наші пацани там гинуть навіщо? Які цілі, друзі? Знову гине молодість Росії та України. Гинуть старі, жінки та діти. Заради якихось наполеонівських планів чергового нашого Цезаря, так? Батьківщина, друзі, це не дупа президента, яку треба весь час мусолити, цілувати. Батьківщина — це бабуся жебрак на вокзалі, що продає картоплю. Ось це батьківщина». За цей вислів на нього було складено протокол про «дискредитацію Збройних Сил РФ».